# 京都系ミュージック
京都系ミュージック（きょうとけいミュージック）とは、1960年代後半から現在に至るまで、京都を中心に活動または京都出身のミュージシャンの音楽のこと。

## 関西フォーク・ブームと京都
京都という街の特徴は歴史的な都市でありながら、建都以来、いつも「新しいモノ」を求め続けてきたことにある。そして、現代の京都は京都大学、同志社大学、立命館大学、龍谷大学等があり学生の街でもある。
1960年代後半に加藤和彦や北山修、はしだのりひこらの京都の大学生が結成したバンド・ザ・フォーク・クルセダーズが、彗星のごとく現れ、日本中の話題をさらった。名前からの印象とは違って、「日本のビートルズ」と称されたロック的なグループでもあり、その音楽はアンダーグラウンド・ミュージックと呼ばれた。さらに、高石友也や中川五郎、岡林信康が続き、ジャックスやはっぴいえんど、高田渡も京都にやってきた。
これらは、いつしか「関西フォーク」と呼ばれたブームとなった。

## 京大西部講堂
関西フォークが去った後の京都ポップ・ミュージック・シーンは、京大西部講堂へと移った。村八分や赤痢などという普通の人ならば忌み嫌うような名前のバンドが受けたり、グラム・ロックやブルース・ロックなどの音楽が数多く誕生した。
同講堂は、京都のミュージック・スポットとして伝説に事欠かないのは日本のロック黎明期を多数のミュージシャンが活躍したからである。
また、同講堂はパンク・ロックも受入れ、後に芥川賞作家となる町田康が、町田町蔵という名でバンド・INUを率いて独特の詩を叫んでいた。

## 立命館大学ロックコミューン
この流れをオルタナティブ・ロックとして、現在に受け継いでいる代表ミュージシャンが、くるりである。
くるりの所属していた、立命館大学ロックコミューンには、その他にもキセルやYOGURT-pooh、Limited Express (has gone?)、越後屋、おとぼけビ～バ～などが所属していた。
くるりは、毎年、京都で自ら京都音楽博覧会を主催して、京都系ミュージックを支えている。